# Arquidiócesis de Denver
La arquidiócesis de Denver (en latín: Archidioecesis Denveriensis y en inglés: Roman Catholic Archdiocese of Denver) es una circunscripción eclesiástica de la Iglesia católica en Estados Unidos. Se trata de una arquidiócesis latina, sede metropolitana de la provincia eclesiástica de Denver. Desde el 29 de mayo de 2012 su arzobispo es Samuel Joseph Aquila.

## Territorio y organización

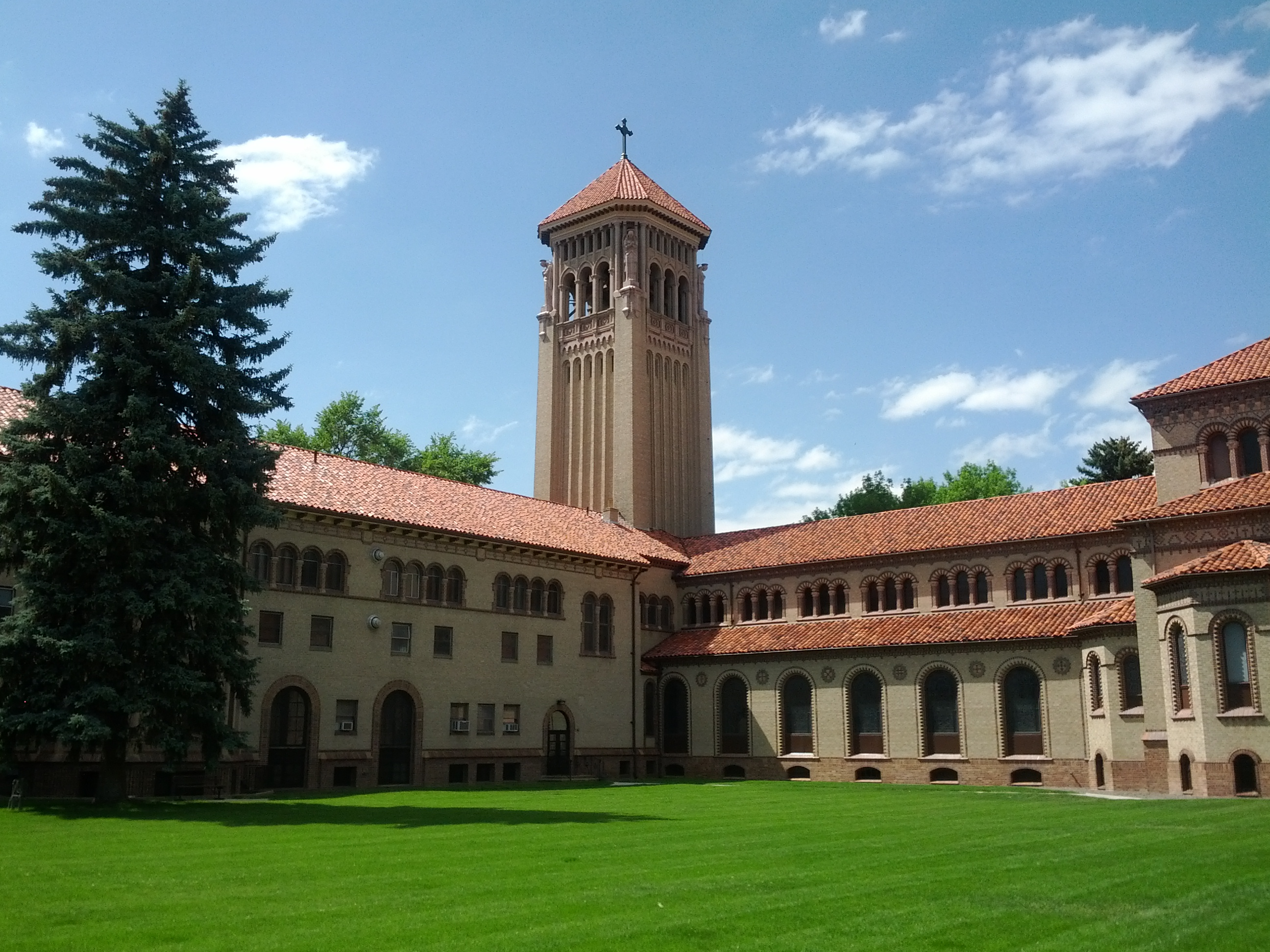
Seminario teológico San Juan María Vianney

La arquidiócesis tiene 103 959 km² y extiende su jurisdicción sobre los fieles católicos de rito latino residentes en 25 condados del estado de Colorado: Moffat, Rio Blanco, Garfield, Routt, Eagle, Pitkin, Jackson, Grand, Condado de Summit (Colorado)|Summit]], Clear Creek, Gilpin, Boulder, Larimer, Jefferson, Broomfield, Weld, Morgan, Adams, Arapahoe, Denver, Logan, Washington, Sedgwick, Phillips y Yuma.
La sede de la arquidiócesis se encuentra en la ciudad de Denver, en donde se halla la Catedral basílica de la Inmaculada Concepción
En 2019 en la arquidiócesis existían 124 parroquias.
La arquidiócesis tiene como sufragáneas a las diócesis de: Cheyenne, Colorado Springs y Pueblo.

## Historia
El vicariato apostólico de Colorado y Utah fue erigido el 3 de marzo de 1868 con el breve Summi apostolatus del papa Pío IX, obteniendo el territorio de la diócesis de Santa Fe (hoy arquidiócesis de Santa Fe).
El 23 de febrero de 1871 asumió el nombre de vicariato apostólico de Colorado al mismo tiempo que la cesión del territorio de Utah a la arquidiócesis de San Francisco.
El 16 de agosto de 1887 el vicariato apostólico fue elevado a diócesis, con el nombre de diócesis de Denver, en virtud del breve Quae catholico nomini del papa León XIII. La diócesis fue inicialmente sufragánea de la arquidiócesis de Santa Fe.
El 15 de noviembre de 1941 cedió una parte de su territorio para la erección de la diócesis de Pueblo mediante la bula Ecclesiarum in catholico del papa Pío XII y al mismo tiempo fue elevada al rango de arquidiócesis metropolitana con la bula Quae ad maius.
El 10 de noviembre de 1983 cedió otra porción de su territorio para la erección de la diócesis de Colorado Springs mediante la bula Accidit quandoque del papa Juan Pablo II.
Del 10 al 15 de agosto de 1993 la arquidiócesis acogió la Jornada Mundial de la Juventud 1993.

## Estadísticas
Según el Anuario Pontificio 2020 la arquidiócesis tenía a fines de 2019 un total de 604 800 fieles bautizados.
| Año                                                                             | Población            | Población | Población      | Sacerdotes | Sacerdotes    | Sacerdotes    | Bautizados por sacerdote | Diáconos permanentes | Religiosos | Religiosos | Parroquias |
| Año                                                                             | Bautizados católicos | Total     | % de católicos | Total      | Clero secular | Clero regular | Bautizados por sacerdote | Diáconos permanentes | Varones    | Mujeres    | Parroquias |
| ------------------------------------------------------------------------------- | -------------------- | --------- | -------------- | ---------- | ------------- | ------------- | ------------------------ | -------------------- | ---------- | ---------- | ---------- |
| 1908                                                                            | 99 485               | ?         | ?              | 133        | 62            | 71            | 748                      |                      |            |            |            |
| 1950                                                                            | 100 299              | 850 000   | 11.8           | 246        | 138           | 108           | 407                      |                      | 121        | 1000       | 92         |
| 1966                                                                            | 260 848              | 1 347 575 | 19.4           | 328        | 176           | 152           | 795                      |                      | 172        | 1117       | 109        |
| 1970                                                                            | 288 598              | 1 642 400 | 17.6           | 530        | 179           | 351           | 544                      |                      | 377        | 933        | 114        |
| 1976                                                                            | 312 173              | 2 109 806 | 14.8           | 417        | 215           | 202           | 748                      | 24                   | 249        | 937        | 128        |
| 1980                                                                            | 309 839              | 2 321 400 | 13.3           | 387        | 177           | 210           | 800                      | 61                   | 283        | 931        | 132        |
| 1990                                                                            | 330 000              | 2 325 000 | 14.2           | 327        | 165           | 162           | 1009                     | 114                  | 231        | 574        | 111        |
| 1999                                                                            | 346 144              | 2 644 004 | 13.1           | 285        | 159           | 126           | 1214                     | 134                  | 22         | 436        | 112        |
| 2000                                                                            | 363 460              | 2 719 279 | 13.4           | 297        | 165           | 132           | 1223                     | 139                  | 140        | 477        | 106        |
| 2001                                                                            | 373 500              | 2 719 300 | 13.7           | 299        | 173           | 126           | 1249                     | 149                  | 153        | 427        | 113        |
| 2002                                                                            | 373 500              | 2 907 800 | 12.8           | 307        | 180           | 127           | 1216                     | 149                  | 154        | 404        | 113        |
| 2003                                                                            | 367 996              | 2 907 800 | 12.7           | 308        | 186           | 122           | 1194                     | 143                  | 149        | 464        | 119        |
| 2004                                                                            | 344 015              | 2 996 708 | 11.5           | 309        | 190           | 119           | 1113                     | 195                  | 130        | 332        | 120        |
| 2006                                                                            | 398 250              | 3 074 315 | 13.0           | 307        | 195           | 112           | 1297                     | 171                  | 127        | 316        | 120        |
| 2010                                                                            | 541 410              | 3 299 911 | 16.4           | 306        | 198           | 108           | 1769                     | 184                  | 131        | 261        | 119        |
| 2013                                                                            | 563 441              | 3 472 884 | 16.2           | 306        | 204           | 102           | 1841                     | 185                  | 124        | 219        | 123        |
| 2016                                                                            | 582 910              | 3 606 604 | 16.2           | 333        | 216           | 117           | 1750                     | 197                  | 141        | 182        | 123        |
| 2019                                                                            | 604 800              | 3 776 083 | 16.0           | 296        | 188           | 108           | 2043                     | 195                  | 134        | 180        | 124        |
| Fuente: Catholic-Hierarchy, que a su vez toma los datos del Anuario Pontificio. |                      |           |                |            |               |               |                          |                      |            |            |            |

### Escuelas secundarias
- Arrupe Jesuit High School*, Denver
- Bishop Machebeuf Catholic High School, Denver
- Holy Family High School, Broomfield
- J. K. Mullen High School*, Denver
- Our Lady of the Rosary Academy*, Mountain View
- Regis Jesuit High School*, Aurora
- St. Mary's Academy*, Cherry Hills Village (mujeres)

* Operadas independiente y con la bendición de la arquidiócesis.
- Colorado Catholic Academy, Wheat Ridge (exescuela)

## Episcopologio
- Joseph Projectus Machebeuf (Macheboeuf) † (3 de marzo de 1868-10 de julio de 1889 falleció)
- Nicholas Chrysostom Matz † (10 de julio de 1889 por sucesión-9 de agosto de 1917 falleció)
- John Henry Tihen † (21 de septiembre de 1917-6 de enero de 1931 renunció[11])
- Urban John Vehr † (17 de abril de 1931-18 de febrero de 1967 retirado[12])
- James Vincent Casey † (18 de febrero de 1967-14 de marzo de 1986 falleció)
- James Francis Stafford (3 de junio de 1986-20 de agosto de 1996 nombrado presidente del Consejo Pontificio para los Laicos)
- Charles Joseph Chaput, O.F.M.Cap. (18 de marzo de 1997-19 de julio de 2011 nombrado arzobispo de Filadelfia)
- Samuel Joseph Aquila, desde el 29 de mayo de 2012